# Monte Seir

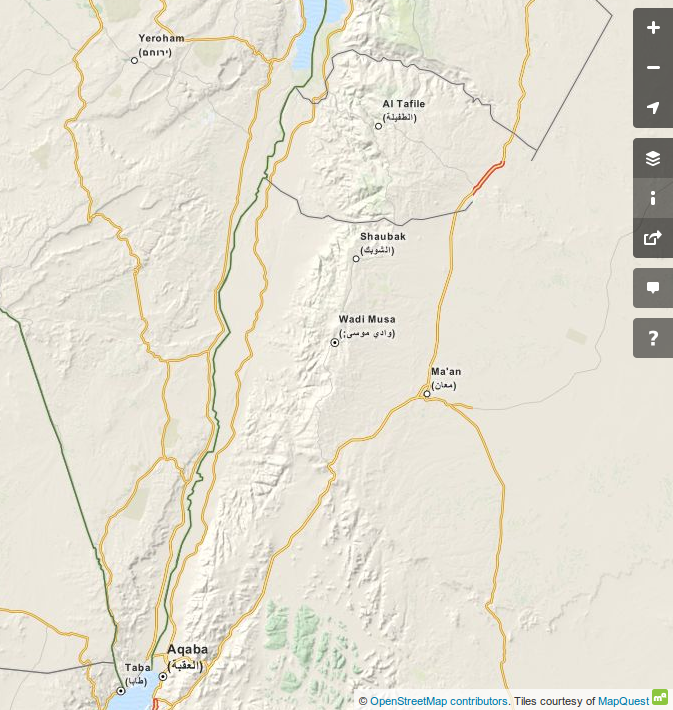
Montagne di Seir. Shaubak potrebbe indicare il monte Seir.

Il monte Seir (in ebraico הַר-שֵׂעִיר‎?; Har Se'ir) è un toponimo biblico associato perlopiù col popolo degli Edomiti. Le montagne di Seir sono identificate con la catena di rilievi fra il golfo di Aqaba e il Mar Morto, al confine orientale del territorio della tribù di Giuda, indicata in arabo come Jibāl ash-Sharāh. Il monte Seir dovrebbe esserne una vetta.
Il monte Seir è citato assieme al Sinai e al Paran come il monte da cui scende YHWH per venire in soccorso agli Israeliti. Lo nomina Mosè prima dell'ingresso nella Terra Promessa e il Cantico di Debora dopo la vittoria sui Cananei. Non è chiaro se i tre monti siano accomunati solo dalla loro altezza (che li rende più vicini al cielo da cui deve scendere YHWH) o se vengano anche identificati.
Una località detta "Seir, nella terra degli Shasu" (ta-Shasu se`er, t3-sh3sw s`r) compare in un elenco nel tempio di Amenhotep III nell'antica città nubiana di Soleb (ca. 1380 BC), ma sembra essere non lontana da Petra.

## Vicende bibliche
Secondo il libro della Genesi le montagne di Seir erano abitate da una popolazione urrita (Gn 14,6), il cui capostipite avrebbe dato il proprio nome al luogo (Gen 36,20). Oolibamà, una delle mogli di Esaù, sarebbe stata una pronipote di Seir l'Urrita (Gen 36,2) ed Esaù si sarebbe stabilito nella regione di Seir (Gen 32,4; 33,14-16; 36,8). Successivamente i discendenti di Esaù, gli edomiti, avrebbero sconfitto gli urriti e stabilito la loro sede sulle montagne di Seir (Deuteronomio 2,5.12.22). Questo possesso era stato deciso da IHWH (Giosuè 24,4), anche se il profeta Balaam profetizza che in un giorno lontano anche questo territorio sarebbe stato soggetto a un re di Giuda (Numeri 24,18).
Il monte Seir viene citato ancora in alcune vicende dei libri delle Cronache (1 Cr. 4,42-43 e 2 Cr. 20,22-23) e utilizzato dai profeti come sinonimo di Edom (Isaia 21,11 e Ezechiele 25,8;35,10).
Un diverso monte Seir, nelle vicinanze di Ebron, viene citato in Giosuè 15,10 fra le località assegnate alla tribù di Giuda.